# Malcolm Hartley
Pour les articles homonymes, voir Hartley.
Malcolm Hartley, né le 15 février 1947 à Bury dans le Lancashire en Angleterre, est un astronome britannique qui travaille sur le UK Schmidt Telescope de l'observatoire anglo-australien à Siding Spring. 
Il a découvert plusieurs comètes périodiques : 79P/du Toit-Hartley, 80P/Peters-Hartley, 100P/Hartley (Hartley 1), 103P/Hartley (Hartley 2), 110P/Hartley (Hartley 3), 119P/Parker-Hartley, 123P/West-Hartley, 161P/Hartley-IRAS.
L'astéroïde (4768) Hartley porte son nom.